# Mittelstetten (Schwabmünchen)
Mittelstetten ist ein Pfarrdorf und Stadtteil von Schwabmünchen im Landkreis Augsburg im Regierungsbezirk Schwaben in Bayern.
Durch Mittelstetten fließt die Singold. Westlich von Mittelstetten fließt die Wertach vorbei, mit einem Wehr in Höhe des Ortes.

## Geschichte
Durch das bayerische Gemeindeedikt von 1818 entstand die selbständige Gemeinde Mittelstetten. Bis zur Gebietsreform in Bayern am 1. Juli 1972 gehörte diese zum Landkreis Schwabmünchen und wurde dann dem Landkreis Augsburg (zunächst mit der Bezeichnung Landkreis Augsburg-West) zugeschlagen. Am 1. Mai 1978 erfolgte die Eingemeindung in die Stadt Schwabmünchen.
Die katholische Pfarrkirche St. Magnus stammt im Kern von 1691. Die Pfarrei  in Mittelstetten gehört zum Dekanat Schwabmünchen im Bistum Augsburg.